# Bonanza, Arkansas
Bonanza är en stad i Sebastian County, Arkansas, USA. Den tillhör Fort Smith, Arkansas-Oklahoma Fort Smiths storstadsområde. 2010 bodde 575 människor i staden. Vid 2005 års uppskattning var befolkningen 544.

### Fotnoter
1. ↑  United States Census Bureau, 2010 U.S. Gazetteer Files, United States Census Bureau, 2010, läst: 9 juli 2020.[källa från Wikidata]
2. ↑  United States Census Bureau (red.), USA:s folkräkning 2020, läs online, läst: 1 januari 2022.[källa från Wikidata]
3. ↑   Local.Arkansas.gov - Bonanza, http://local.arkansas.gov/local.php?agency=Bonanza, läst 3 september 2012
4. ↑  Population Estimates for All Places: 2000 to 2006 Arkiverad 30 juni 2007 hämtat från the Wayback Machine.